# Reersø
 For alternative betydninger, se Reersø (by).
Reersø er en nordvestsjællandsk halvø ud i Storebælt mellem Jammerland Bugt og Musholm Bugt.
Reersø har en særegen natur med fredede kystlandskaber, klinter mod vest og vådområder (Vejlen) mod øst (i retning af fastlandet). Byen af samme navn består bl.a. af fredede og bevaringsværdige gårde fra 1700-tallet. Gårdene ligger samlede, som de gjorde i landsbyfællesskabets tid før udflytningen. I byen ligger Reersø Kirke, samt Reersø Kro. Der har tidligere været købmand på halvøen, men denne blev nødt til at lukke, da der ikke var tilstrækkelig indkomst uden for sæsonen. Det primære sommerhusområde, Landerne (centreret omkring Landervejen) ligger langs den nordlige kyst.
Halvøen besøges især om sommeren, hvor sommerhusområderne er tæt befolkede. Desuden slår mange tyske turister vejen forbi i højsæsonen.

## Etymologi
Navnet Reersø nævnes i 1231 som Rethærsø, udledt af mandsnavnet Rēthar og ø.

## Natur
Reersø var, som navnet antyder, frem til midten af 1600-tallet en ø. Øen begyndte som en randmoræne fra Storebæltsgletscheren under sidste istid, Weichsel. Randmorænen blev oversvømmet af stenalderhavet, så kun et par småøer stak op udenfor kysten. Erosion af klinterne på øernes vestside og den efterfølgende aflejring af materialet som strandvolde i læ på østsiden, gjorde gradvis Reersø landfast med Sjælland.  Materialet, der fra øen blev transporteret mod nordøst, skabte gradvis odden eller draget (Skiften), som udgør landforbindelsen til Sjælland. Nord for Reersø har materialetransporten skabt strandvolde, som har tvunget Halleby Ås udløb længere sydpå. Åens udløb lå tidligere ved Osen længere mod nord, men ender i dag i den store brakvandslagune Flasken. 

## Haleløse katte
Reersø er kendt for sin bestand af haleløse katte der skal være kommet til stedet efter et skibsforlis i Storebælt.  Som det hedder i Reersø-hymnen:
Og parat til hyrdetimer står den haleløse kat.
Kirkens klokke sagte kimer solen ned bag Kattegat. 

## Sagn fra Reersø
Ifølge det ene sagn lå en vikingeborg i skjul bag vejen, der skiller øen fra Dalby og Vinde Helsinge marker. Borgens sidste ejer var en frue, der levede i overdådighed og ikke ville spise andet end sildenakker, som er en delikatesse og den bedste del af silden. Da hendes formue var borte, lod hun sin kusk køre sig nedad klintens bratteste skråning, hvorved hun brækkede halsen. Af den grund fik klinten navnet Hals. Dens højeste punkt kaldes Tuttens Klokketårn.  I 1230 står gården Hals som konunglef (= krongods). Valdemar 2.s jordebog omtaler den som "en gård, Hals, er omtrent 1 Mark guld"; og videre, at stedet har "et hus, dådyr og rådyr". 
Reersøs første indbygger skulle ifølge et andet sagn være en mand, der byggede sig en hytte derude på den sorte døds tid. Han var på flugt fra sygdomssmitten. En nat bankede det på hyttens dør, og en røst sang:
Luk op for Ridder Ranke
med de lange skanke
og den forgyldte fod.
Eneboeren slap manden ind og behandlede ham vel. Næste morgen før afrejse erklærede gæsten, at gæstfrihed altid skulle være Reersøs dyd. 

## Sagnet om dronning Margrethe
I det tredje sagn optræder Margrethe 1., der skulle være forlist i Jammerlandsbugten på vej fra Fyn til Kalundborg og reddede sig i land ved Reersø på en planke.  Den skibbrudne dronning gav sig ikke til kende, men vaklede ind hos bonden Hans Hansen, der tog vel imod den ukendte kvinde og gav hende øllebrød og sild til davre. Efter tre dage på gården skulle bonden ind til Kalundborg med et brændelæs, og Margrethe blev med. Ved Ornum tog de en hvilepause, og mens Hans blundede, gik dronningen hen over marken og mærkede et stort stykke land af med sine skridt. Da de kørte videre, bad hun bonden om at køre læsset op på Kalundborg Slot, for der ville han få sit brænde bedst betalt. "Kan nok være, men deroppe bliver jeg kuns til nar," mente Hans. Til sidst føjede han hende dog, og da de kørte ind på slottet, gjorde skildvagten honnør for dronningen, som han genkendte. "Kan hun så se, vi blev til nar," sagde Hans, men Margrethe fik ham alligevel til at køre op for hovedtrappen. Der steg hun af læsset, og bød Hans indenfor. Sådan fandt han ud af, hvem hun var. Ved bordet var han ilde stedt med kniv og gaffel. "Brug du kuns næverne, Hans," beroligede dronningen ham. (I virkeligheden brugte Margrethe 1. næppe selv nogensinde gaffel - og deres samtale minder tidvis om et sagn, der fortælles om Christian 4. og bonden). Som hun havde været hans gæst i tre dage, var han hendes gæst på slottet i tre dage, før han vendte hjem med penge og sæbe til sin kone; men en tid senere, hævder sagnet, kom der et dokument fra dronning Margrethe, hvorved hun gav reersøerne i arv og eje det jordestykke på Ornum, som hun havde skridtet af som deres lovmæssige rasteplads på Kalundborgvejen. Dertil fik de tiendefrihed for konge-, kirke- og præstetiende. Men dronningens dokument findes ikke. Derimod stadfæstede Christian 1. Reersøs rettigheder - men uden at nævne Margrethe. Kongen skrev "at Vi med vort elskelige Raad, som hos os ere, at Vi have hørt, skønnet og overvejet den Armod, Tynge og Affald, som disse Breve vise vore fattige Vornede paa Redersøe Anliggender ere, da have Vi af..." osv. Af Christan 1.s brev fremgår, at Reersø var krongods under Kalundborg Slot frem til 1660. Reersøs rettigheder blev stadfæstede af Christian 4. i 1618 og af Frederik 3. i 1657. Efter at Reersø gik over til at blive herregårdsgods, blev de stadfæstede af Christian 5. i 1687, Frederik 4. i 1702, Christian 6. i 1731, Frederik 5. i 1747 og Christian 7. i 1766. 
Som krongods skiftede Reersø fra at ligge under Kalundborg Slot til at ligge under Sæbygård, måske samtidig med, at Frederik 2. lagde Løve under Sæbygård og flyttede tingstedet fra byporten i Kalundborg til Løve. Det var hårde tider. 27. maj 1623 gav Sæbygårds lensmand Ernst Normann denne erklæring: "At fyrre bønder i Helsinge Sogn kun formår at udrede 4 Mark for hver 3 tønder landgilde." Oprindeligt var Reersø skovklædt, og svenskerne har fået skylden for at have brændt skoven af i 1659. I virkeligheden havde lokalbefolkningen i 1655 nærved omhugget sin egen skov. I forbindelse med en smule agerbrug var det nok til, at præsten i Helsinge mente, at reersøerne måtte kunne betale præstetiende som andre bønder. Det klarede de sig dog ud af, og i 1660 skrev han en embedserklæring om, at reersøerne skulle slippe for præstetiende. 

## Det fattige fiskerliv
"Ud på Reersø at slikke bøtten" var et stående udtryk for fattigdommen, man fandt på egnen. Intet måtte gå til spilde, og man skulle have "skåret en ende af næsen", hvis man tænkte på at bosætte sig der. Ved en proces, reersøerne førte ved Sjællandsfar Landsting i Ringsted i 1686, beskrev de hjemstedet som et fiskeleje, der på grund af sine fattige forhold var blevet tilstået en række privilegier af de oldenborgske konger. Reersøerne protesterede imod at pålægges korntiende på trods af, at " vi og vore forfædre de ringe pløjeforhold på Reersø med stort slæb og træl har opryddet til vore fattige hustruer og børns føde, eftersom fiskeriet ikke kunne ernære os..." Herredsfogeden i Løve herred skrev som svar på finansråd Oeders forespørgsel af 17. juli 1771 om egnens søfart og fiskeri, at "Reersø land og dessen beboere er de eneste her i herredet, som har nogen skibsfart og fiskeri på stranden, men disse indvånere, som brovter af deres fiskeri fra dronning Margrethes tider, har så megen overtro og egensindighed, at man fast ikke kan få noen rigtig notice hos dem om deres fiskehandel, så at jeg alene er i stand til at give følgende korte besvaring på berørte fremsatte qvæstioner." Der var 17 husmænd og 16 gårdejere på stedet. Reersø oplystes at mangle skibsbro, men der var da også 14 fod vand, hvor man lagde til land. Reersøerne havde 12 joller og 4 både, men ingen større fartøjer. Fiskeredskaberne var hjemmelavede garn og kroge. Fisken solgtes fersk; især var Slagelse et afsætningssted. Fisken blev kørt, eller den blev båret på ryggen i kurve. Reersøerne handlede også med sild, som de købte fra fynske både; og de havde flere kornmagasiner til korn, der blev sejlet til Flensborg og Kiel og solgt der. 